# عبد الواحد ذنون طه
عبد الواحد ذنون طه (1943 -) أستاذ ومؤرخ في جامعة الموصل متخصص في تاريخ المغرب والأندلس.

## سيرته
عبد الواحد ذنون طه عبد الله آلطه ، من مواليد الموصل 1943، حصل على البكالوريوس في التاريخ بدرجة جيد جداً من كلية التربية بجامعة بغداد عام 1965. عين مدرساً في التعليم الثانوي في 11 أكتوبر 1965 في ثانوية تلكيف. وحصل على شهادة الماجستير في التاريخ الإسلامي من كلية الآداب بجامعة بغداد عام 1973. عمل للفترة من 1973-1975 مدرساً في معهد اعداد المعلمين بالموصل. التحق ببعثة وزارة التعليم العالي والبحث العلمي سنة 1965، ونال شهادة الدكتوراه في تاريخ المغرب والأندلس من جامعة إكزتر في المملكة المتحدة عام 1978. عين بجامعة الموصل بتاريخ 24 يناير 1969، حصل على لقب أستاذ مساعد في 24 يناير 1983، حصل على لقب الأستاذية في 29 يونيو 1988. في تاريخ المغرب والأندلس، والتاريخ والحضارة العربية الإسلامية.

## مؤلفاته
1. الفتح والاستقرار العربي الإسلامي في شمال أفريقيا والأندلس، بغداد، دار الرشيد للنشر، 1982 (وهو رسالة الدكتوراه)، وقد نشر أيضاً باللغة الإنكليزية في بريطانيا، وصدر عن مؤسسة Routledge بعنوان: The Muslim Conquest and Settement of North Africa and Spain ,Routledge, London-New-York,1989.
2. العراق في عهد الحجاج بن يوسف الثقفي، الموصل، مؤسسة دار الكتب، 1985. (وهو رسالة الماجستير).
3. دراسات أندلسية (المجموعة الأولى)، الموصل مؤسسة دار الكتب،1986
4. تاريخ العرب وحضارتهم في الأندلس (بالاشتراك مع آخرين)، الموصل، مؤسسة دار الكتب، 1986
5. دراسات في التاريخ الأندلسي (المجموعة الثانية)، الموصل، مؤسسة دار الكتب، 1987
6. تاريخ المغرب العربي (بالاشتراك مع آخرين)، الموصل مؤسسة دار الكتب، 1988
7. حركة المقاومة العربية الإسلامية في الأندلس بعد سقوط غرناطة، بغداد، دار الشؤون الثقافية العامة، 1988
8. نشأة تدوين التاريخ العربي في الأندلس، بغداد، دار الشؤون الثقافية العامة، 1988
9. موسى بن نصير، بغداد، دار الشؤون الثقافية العامة، 1989
10. أُصول البحث التاريخي، الموصل، دار الحكمة للطباعة والنشر، 1990
11. تاريخ الدولة العربية الإسلامية في العصر الأموي، (بالاشتراك مع آخرين)، الموصل، دار الكتب للطباعة والنشر،1991
12. أثر الحضارة الإسلامية في الفكر الغربي (بالاشتراك مع أ.د.عبد الجبار ناجي)، بغداد، بيت الحكمة، سلسلة المائدة الحرة، 1997
13. المدخل إلى التاريخ الإسلامي، (بالاشتراك مع آخرين)، الأردن، منشورات جامعة آل البيت، 2001
14. دراسات في تاريخ وحضارة المشرق، بيروت، دار المدار الإسلامي، 2004
15. ابن عذاري المراكشي، بيروت، دار المدار الإسلامي،2004
16. الرحلات المتبادلة بين الغرب الإسلامي والمشرق، بيروت، دار المدار الإسلامي، 2004

## وصلات خارجية
- عبد الواحد ذنون طه على موقع أرشيف الشارخ.
- موقع جامعة الموصل